# Bertha Wiegandt
Bertha Bernhardine Wiegandt (* 18. Februar 1889 in München; † 29. Dezember 1977 in Bremen) war eine deutsche Malerin.

## Biografie
Bertha Wiegandt war die Tochter des Malers Bernhard Wiegandt und seiner Frau Bertha Gertrude. Die Malerin Dorothea (gen. Else) Wiegandt war ihre Schwester. Die Familie zog 1890 nach Bremen um. Bertha Wiegandt besuchte die Höhere Töchterschule und ein Lyzeum in Bremen.
Die beiden Schwestern erhielten ihre zeichnerische und malerische Ausbildung durch ihren Vater. Bertha studierte Kunst, um die Befähigung zum Lehramt zu erhalten. Dabei gab sie Malstunden und unterrichtete von 1907 bis 1909 an einer Gehörlosenschule. 1911 bestand sie die Prüfung als Zeichenlehrerin. 
Zunächst verdiente sie ihr Geld durch Malstunden, die sie gab und stundenweisen Unterricht an ihrem früheren Lyzeum und ab 1914 auch an Volksschulen in Bremen. Sie erweiterte ihre Ausbildung zur Handarbeitslehrerin. Während des Ersten Weltkrieges erhielt sie einen Zeitvertrag als Lehrerin und 1919 eine Anstellung am Lyzeum an der Kleinen Helle. 1926 wurde sie als Technische Lehrerin an Höheren Schulen dauerhaft in Bremen angestellt. 
Als Malerin schuf sie u. a. Porträts, Blumenaquarelle und Landschaftsbilder wie die Flußschleuse bei Bremen. 1954 hatte sie ihre erste öffentliche Ausstellung in der Kunsthalle Bremen. Es folgten 1973, 1984, 1985 und 2007 weitere Ausstellungen. 
Sie wurde auf dem Riensberger Friedhof beerdigt.